# Lãnh tụ vĩnh viễn Cộng hòa Dân chủ Nhân dân Triều Tiên
Lãnh tụ vĩnh viễn Triều Tiên Chủ thể là tên gọi chính thức dùng để suy tôn hai Nhà lãnh đạo Chủ thể Triều Tiên được thành lập theo dòng mở đầu của Hiến pháp CHDCND Triều Tiên, sửa đổi vào ngày 13 tháng 4 năm 2012, và các sửa đổi tiếp theo.
Dưới sự lãnh đạo của Đảng Lao động Triều Tiên, của nước Cộng hoà Dân chủ Nhân dân Triều Tiên và người Triều Tiên sẽ duy trì sự vĩ đại của đồng chí Kim Nhật Thành và Kim Chính Nhật như các nhà lãnh đạo vĩnh cửu của Chủ Thể Triều Tiên...

## Lịch sử danh hiệu

### Chủ tịch Triều Tiên trước năm 1994
Chủ tịch nước Cộng hoà Dân chủ Nhân dân Triều Tiên được thành lập theo Hiến pháp của Triều Tiên vào năm 1972 khi Kim Nhật Thành đã được bầu vào vị trí của Hội đồng Nhân dân Tối cao Triều Tiên vào ngày 28 tháng 12 năm 1972. Kim Nhật Thành giữ chức Chủ tịch nước Triều Tiên cho đến khi ông qua đời vào năm 1994.

### "Chủ tịch vĩnh viễn"
Hiến pháp sửa đổi năm 1998 đã bãi bỏ chức Chủ tịch nước và tuyên bố Kim Il-sung là "Chủ tịch vĩnh viễn".
Lời mở đầu của Hiến pháp Cộng hòa Dân chủ Nhân dân Triều Tiên được sửa đổi vào ngày 5 tháng 9 năm 1998:
Dưới sự lãnh đạo của Đảng Lao động Triều Tiên, Cộng hòa Dân chủ Nhân dân Triều Tiên và nhân dân Triều Tiên sẽ duy trì sự lãnh đạo của Đồng chí Kim Nhật Thành với tư cách là Chủ tịch nước Cộng hòa vĩnh viễn...

### "Tổng bí thư vĩnh viễn/chủ tịch vĩnh viễn"
Sau cái chết của Kim Jong-il, hiến pháp đã được sửa đổi vào năm 2012, tuyên bố ông là "Tổng bí thư vĩnh viễn của Đảng Lao động Triều Tiên và Chủ tịch vĩnh viễn của Ủy ban Quốc phòng". Chức danh lãnh đạo đảng được đổi thành "Bí thư thứ nhất".
Năm 2016, danh hiệu "các nhà lãnh đạo vĩnh viễn của Juche Triều Tiên" trao cho Kim Il-sung và Kim Jong-il, đã được đưa vào phần mở đầu của hiến pháp.

## Vai trò của người đứng đầu nhà nước sau cái chết của Kim Nhật Thành
Kể từ năm 1994, không có chức Chủ tịch Triều Tiên sau cái chết của Kim Nhật Thành, và trên thực tế chức vụ này bị bãi bỏ vào năm 1998 sau khi Triều Tiên thay đổi hiến pháp.
Thay vào đó, các chức năng và quyền hạn trước đây của Chủ tịch Triều Tiên được phân chia giữa ba quan chức: người đứng đầu chính phủ là Thủ tướng Triều Tiên; người đứng đầu cơ quan lập pháp là Chủ tịch Đoàn Chủ tịch Quốc hội; và người đứng đầu quân đội là Chủ tịch Ủy ban Quốc phòng (thay thế bởi Ủy ban Ngoại vụ của Triều Tiên năm 2016) kiêm Tư lệnh Tối cao của Quân đội Nhân dân Triều Tiên, hiện do Kim Jong-un- cháu nội của Kim Nhật Thành nắm giữ.
Kim Jong-un cũng được xem là chủ tịch của Đảng Lao động Triều Tiên, và được coi là "Nhà lãnh đạo tối cao" với quyền kiểm soát tuyệt đối đối với đất nước.